# João Paulo Mior
João Paulo Mior (Serafina Corrêa; 8 de marzo de 1991) es un futbolista brasileño. Juega como centrocampista y su equipo actual es Seattle Sounders de la Major League Soccer.

## Trayectoria

### Internacional
João Paulo comenzó su carrera en el SC Gaúcho de Passo Fundo. Llegó al Internacional con 13 o 14 años. Designado como una joya en las categorías juveniles del Colorado, João Paulo fue el número 10 de todos los equipos juveniles. A principios de 2009 el empresario italiano Mino Raiola quiso llevárselo a Italia, sin embargo el club no le puso a jugar y le presionó hasta que le renovaron el contrato. Finalmente ascendió a la categoría profesional en 2010.

### Atlético-GO
Al poco utilizado por el técnico Dunga, João Paulo estuvo cedido en el Atlético Goianiense hasta final de temporada. Con el Dragón, jugó 48 partidos y marcó seis goles, cuatro de ellos en la Serie B de 2013.

### Goias
El 20 de enero fue presentado por el Goiás como refuerzo para la temporada 2014.

### Santa Cruz
El 13 de enero de 2015 fichó por el Santa Cruz cedido por el Internacional por un año. Marcó su primer gol ante Central, en un partido que el tricolor venció 2 a 1. En el partido ante Sport Recife en Ilha do Retiro, marcó el gol del empate en el último minuto del partido con un cabezazo. A pesar de ser golpeado por el defensor contrario e incluso sangrar profusamente fue a festejar con la afición tricolor.
Su contrato con el Internacional había llegado a su fin y por tanto no tenía vínculo con el Santa Cruz, por lo que el Internacional renovó con João Paulo hasta finales de 2015 y renovó la cesión con el Santa Cruz. Formó parte del plantel que devolvió a la tricolor a la élite del fútbol brasileño, siendo la estrella del equipo en la Série B ese año.

#### Salida permanente
Luego de estar libre en el mercado optó por firmar definitivamente con Santa Cruz por dos años. Marcó su primer gol en 2016 ante el América-PE terminando con categoría en la salida del portero. Se destacó ese año llevando al equipo a los títulos de la Copa do Nordeste y el Campeonato Pernambucano, además de hacer un buen Campeonato Brasileiro, a pesar del eventual descenso de Santa Cruz.

### Botafogo
En enero de 2017 fichó por tres años con el Botafogo que pagó 3 millones de reales por el 60% de sus derechos económicos. Debutó con el Fogão el 1 de febrero, en la victoria por 2-1 ante Colo-Colo, válida para la Copa Libertadores.
Tuvo una buena actuación y fue decisivo el 6 de julio, ante Nacional en los octavos de final de la Copa Libertadores. João Paulo recibió un pase de Rodrigo Pimpão y le dio un ligero toque al balón, suficiente para marcar el gol y ayudar en la victoria 1-0 fuera de casa. 
El 24 de septiembre, por el Campeonato Brasileño, João Paulo recibió un centro desde arriba, dominó y golpeó, anotando un hermoso gol y garantizando la remontada 3-2 ante Coritiba.
El 18 de marzo de 2018 en un partido contra Vasco da Gama por el Campeonato Carioca, João Paulo intentó dominar un balón alto sorteado por la defensa contraria y terminó rompiéndose la pierna en una entrada con el delantero Rildo. La radiografía posterior en el hospital reveló que el centrocampista se había fracturado el peroné y la tibia. João Paulo estuvo ocho meses de baja, y luego de ese período volvió a los entrenamientos.

### Seattle Sounders
En enero de 2020 fue cedido como jugador designado a los Seattle Sounders de MLS, quienes pagaron 1,25 millones de dólares por la transferencia.
En enero de 2021, el club estadounidense anunció la compra definitiva del jugador al Botafogo. Ganó la Liga de Campeones de CONCACAF el 5 de mayo de 2022, su primer título en el equipo.

## Clubes
| Club                           | País           | Año           |
| ------------------------------ | -------------- | ------------- |
| Internacional                  | Brasil         | 2010-2015     |
| Atlético Goianiense (préstamo) | Brasil         | 2013          |
| Goiás (préstamo)               | Brasil         | 2014          |
| Santa Cruz (préstamo)          | Brasil         | 2015          |
| Santa Cruz                     | Brasil         | 2016          |
| Botafogo                       | Brasil         | 2017-2021     |
| Seattle Sounders FC (préstamo) | Estados Unidos | 2020          |
| Seattle Sounders FC            | Estados Unidos | 2021-presente |

## Palmarés

### Títulos regionales
| Título                  | Club       | Estado                    | Año  |
| ----------------------- | ---------- | ------------------------- | ---- |
| Campeonato Pernambucano | Santa Cruz | Pernambuco                | 2015 |
| Campeonato Pernambucano | Santa Cruz | Pernambuco                | 2016 |
| Copa do Nordeste        | Santa Cruz | Región Nordeste de Brasil | 2016 |
| Campeonato Carioca      | Botafogo   | Río de Janeiro            | 2018 |

### Títulos internacionales
| Título                           | Equipo              | Sede     | Año  |
| -------------------------------- | ------------------- | -------- | ---- |
| Recopa Sudamericana              | Internacional       | CONMEBOL | 2011 |
| Liga de Campeones de la Concacaf | Seattle Sounders FC | CONCACAF | 2022 |

### Distinciones individuales
| Distinción                                       | Año  |
| ------------------------------------------------ | ---- |
| Juego de las Estrellas de la Major League Soccer | 2021 |
| MLS Best XI                                      | 2021 |